# Gili Motang
Pour les articles homonymes, voir Gili.
Gili Motang est une petite île dans l'est de l'Indonésie. Elle fait partie de la chaîne des petites îles de la Sonde qui, avec les grandes îles de la Sonde situées plus à l'ouest forment l'archipel des îles de la Sonde.
L'île, d'origine volcanique et de forme grossièrement quadrangulaire a une superficie d'environ 30 km ². 
Elle abrite une petite population d'environ 100 dragons de Komodo et fait partie du parc national de Komodo. En 1991, en tant que partie du parc national, Gili Motang a été classée au patrimoine mondial de l'UNESCO.